# (17362) 1978 UT7
1978 يو تي 7 (ويعرف أيضًا باسم (17362) 1978 يو تي 7 وفق تسمية الكوكب الصغير) (بالإنجليزية: 1978 UT7)‏ هو كويكب ضمن حزام الكويكبات؛ وترتيبه 17362 من حيث الاكتشاف.
اكتُشف هذا الجُرم الفلكي بواسطة C. Michelle Olmstead ‏ في 27 أكتوبر 1978.

## وصلات خارجية
- (17362) 1978 UT7 في قاعدة بيانات مختبر الدفع النفاث لأجرام النظام الشمسي الصغيرة

- الاكتشاف · مخطط المدار ·  العناصر المدارية · المعلمات المادية

- (17362) 1978 UT7 على موقع ويكي سكاي: DSS2, SDSS, GALEX, IRAS, Hydrogen α, X-Ray, Astrophoto, Sky Map, Articles and images